# Capitán Av. Vidal Villagomez Toledo Airport
Capitán Av. Vidal Villagomez Toledo Airport är en flygplats i Bolivia.   Den ligger i departementet Santa Cruz, i den centrala delen av landet, 140 km nordost om huvudstaden Sucre. Capitán Av. Vidal Villagomez Toledo Airport ligger 1 998 meter över havet.
Terrängen runt Capitán Av. Vidal Villagomez Toledo Airport är huvudsakligen kuperad, men den allra närmaste omgivningen är platt. Runt Capitán Av. Vidal Villagomez Toledo Airport är det mycket glesbefolkat, med 4 invånare per kvadratkilometer.. Närmaste större samhälle är Vallegrande, 1,0 km sydväst om Capitán Av. Vidal Villagomez Toledo Airport.
Trakten runt Capitán Av. Vidal Villagomez Toledo Airport består i huvudsak av gräsmarker.